# Edwards Air Force Base
Edwards AFB is een luchtmachtbasis in de Amerikaanse staat Californië, en valt bestuurlijk gezien onder Kern County. Het is zoals de naam al zegt een basis van de USAF. De basis is in 1933 geopend als Muroc Army Air Field maar werd in 1949 vernoemd naar de omgekomen testpiloot Glen Edwards.

## Demografie
Bij de volkstelling in 2000 werd het aantal inwoners vastgesteld op 5909.

## Geografie
Volgens het United States Census Bureau beslaat de plaats een oppervlakte van 44,5 km², geheel bestaande uit land. De luchtbasis werd hier gebouwd door het vlakke terrein dat grenst aan een zoutpan genaamd Rogers Lake.

## Luchtbasis
Het vliegveld staat bekend als alternatieve landingsplaats voor de spaceshuttle maar is ook een belangrijke basis voor testvluchten en onderzoek.

## Airborne Science Program
Het Airborne Science Program is een programma dat geïnitieerd is door het Dryden Flight Research Center van de NASA en is in Edwards en in Zweden gestationeerd. Het instituut houdt zich bezig met suborbitale ruimtevluchten.
|  |  |